# Cannon Street Station
Cannon Street Station – stacja kolejowa i jednocześnie stacja metra w Londynie, w City of London, w Anglii.

## Kolej
Część kolejowa posiada 7 peronów i obsługuje 17,460 mln pasażerów. Operatorem wszystkich zatrzymujących się na niej pociągów jest firma Southeastern. Są to głównie połączenia o charakterze lokalnym i regionalnym, ze stacjami docelowymi w innych częściach Londynu oraz hrabstwach Kent i East Sussex.

## Metro
Stacja leży na trasie dwóch linii londyńskiego metra: District Line oraz Circle Line. W roku 2010 codzienne do pociągów metra wsiadało na niej średnio 8259 osób, a wysiadało 7343 pasażerów. Daje to łącznie ok. 3,95 mln osób korzystających z niej w ciągu całego roku.